# Dysmicoccus prochilus
Dysmicoccus prochilus är en insektsart som beskrevs av Williams 1985. Dysmicoccus prochilus ingår i släktet Dysmicoccus och familjen ullsköldlöss. Inga underarter finns listade i Catalogue of Life.